# El Reventador

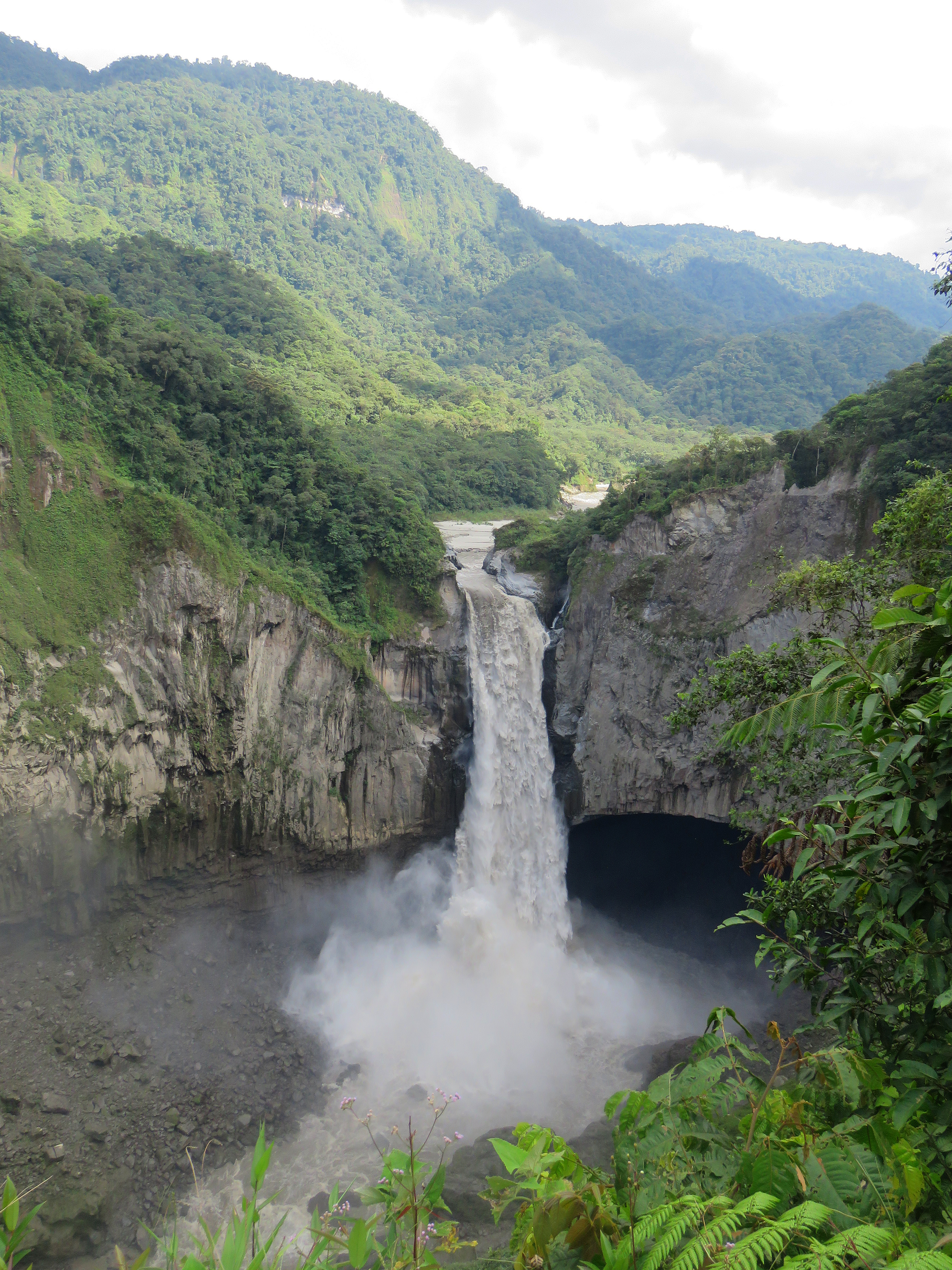
Wasserfall "Cascada de San Rafael"

El Reventador ist eine Ortschaft und eine Parroquia rural im Kanton Gonzalo Pizarro der ecuadorianischen Provinz Sucumbíos. Die Parroquia besitzt eine Fläche von 972,56 km² groß. Auf dem Gebiet lebten beim Zensus 2010 1501 Menschen. In der Parroquia gibt es neben dem Hauptort (Cabecera parroquial) folgende 5 Recintos: Alma Ecuadoriana, Atenas, Libertad, San Francisco und Simón Bolívar. Des Weiteren gibt es die Barrios Bellavista, Central, El Mirador und El Vergel sowie die "Pre-Cooperativas" García Moreno, Libertad 6 de Octubre und Nueva Baños. Die Parroquia El Reventador wurde am 27. September 2011 gegründet. Namensgeber der Parroquia war der nahe gelegene Vulkan Reventador.

## Lage
Die Parroquia El Reventador liegt an der Ostflanke der Cordillera Real. Das 1420 m hoch gelegene Verwaltungszentrum befindet sich am linken Flussufer des Río Coca (Río Quijos) 25 km westsüdwestlich vom Kantonshauptort Lumbaquí. Die Fernstraße E45 (Tena–Nueva Loja) führt entlang dem linken Flussufer des Río Quijos und an El Reventador vorbei. Der Río Quijos begrenzt das Areal im Südosten, der Río Due, ein Nebenfluss des Río Aguarico, im Nordosten. Der Río Aguarico verläuft entlang der Verwaltungsgrenze im Norden. Der Río Salado und dessen linker Quellfluss Río Azuela begrenzen das Areal im Westen. Im westlichen Süden der Parroquia erhebt sich der 3562 m hohe aktive Vulkan Reventador. Im äußersten Norden erhebt sich der etwa 3880 m hohe Aulucunga. Der tiefste Punkt in der Parroquia liegt am Río Due im äußersten Osten auf einer Höhe von etwa 600 m. Die Längsausdehnung in WNW-OSO-Richtung liegt bei etwa 60 km.
Die Parroquia El Reventador grenzt im Süden und im Südwesten an die Provinz Napo mit den Parroquias Gonzalo Díaz de Pineda und Oyacachi (beide im Kanton El Chaco), im Westen an die Provinz Pichincha mit der Parroquia Olmedo Pesillo (Kanton Cayambe), im Nordwesten an die Provinz Imbabura mit den Parroquias Mariano Acosta und San Francisco de Sigsipamba (beide im Kanton Pimampiro), im Norden an die Parroquias La Sofía (Kanton Sucumbíos), Puerto Libre und Lumbaquí sowie im äußersten Osten an die Parroquia Gonzalo Pizarro.

## Ökologie
Die Parroquia El Reventador liegt fast vollständig innerhalb des Nationalparks Cayambe Coca. Lediglich der südöstliche Randbereich mit der Fernstraße E45 gehören nicht dazu. Knapp 9 km südwestlich vom Verwaltungszentrum der Parroquia befindet sich am Río Coca der Wasserfall „Cascada de San Rafael“.